# Gestão de frotas

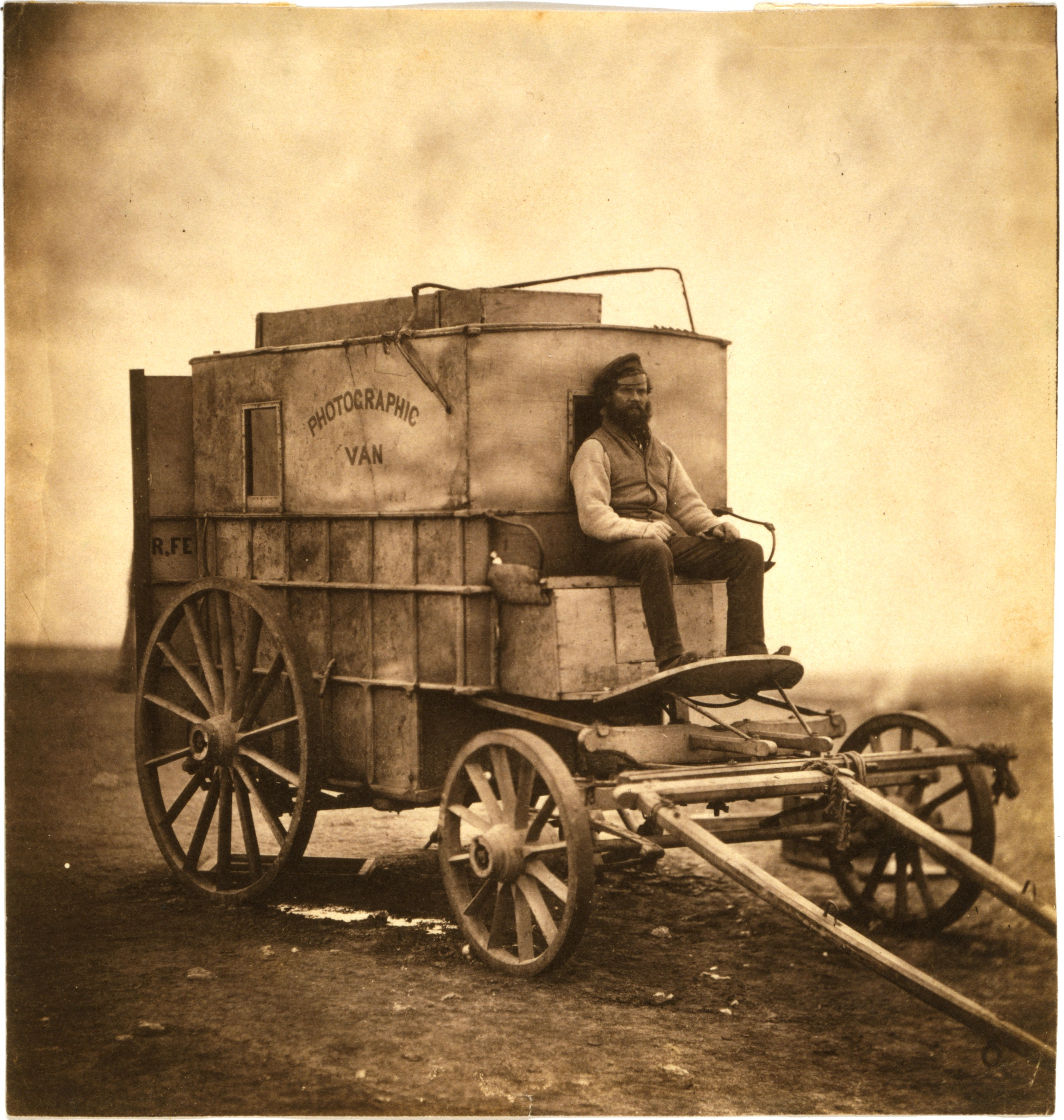

A frota de veículos é utilizada para efetuar o fornecimento de produtos de um armazém a retalhistas. Esta frota tem uma capacidade limitada (Bramel, 1997, p. 5).
A gestão da frota de veículos está relacionada com veículos comprados ou alugados normalmente por empresas ou agências governamentais. Exemplos típicos são: empresas de aluguel de veículos, empresas de táxis, serviços públicos, departamentos de polícia.

## História
A gestão da frota de veículos surgiu quando as empresas precisavam de vários veículos para fazer entregas, viajar para falar com clientes, transporte de equipamentos, etc. Grande parte dos clientes localizam-se em diferentes pontos do globo. Para os produtores convinha-lhes gerir bem o transporte de modo a reduzir os custos, os desperdícios e aumentar os lucros (Clemente, [2008a]).
Os principais tipos de transporte têm as suas vantagens e as suas desvantagens, eles são:
- Terrestre - São conhecidos por serem rápidos, apesar de terem associados custos variáveis como a mudança do preço do petróleo e as condições das vias.
- Ferroviário - Tem um custo baixo, é relativamente lento, mas também se restringe a zonas que possuam linhas ferroviárias.
- Marítimo - Trata-se do transporte mais lento de todos, no entanto é o mais barato. São limitados a zonas que possuam vias navegáveis ou portos.
- Aéreo - São os mais caros, mas também oferecem mais segurança e rapidez. Também se restringem a zonas que possuam aeroportos (Clemente, [2008b]).

## Gestão
A gestão de frotas consiste na utilização de certos métodos, técnicas e ferramentas, nomeadamente, software informático, que permitem às empresas eliminar os riscos inerentes ao investimento dos seus veículos, aumentar a produtividade e eficiência das suas operações.
Gerir seus veículos proporciona uma visão ampla do que de fato está acontecendo. Multas, manutenções, abastecimentos, pneus, documentação e custos, são alguns itens fundamentais na gestão do veículo.
Um veículo não é diferente de qualquer outro ativo, mas, ao contrário de alguns outros ativos, os veículos exigem uma dependência em relação ao motorista, incluindo a manutenção preventiva e corretiva, os custos de abastecimentos, as multas, a conformidade com os serviços prestados, políticas de segurança, leis estaduais, federais etc…
Para uma boa gestão da frota de veículos há que ponderar certas questões, das quais:
- Que veículos obter, tendo em conta o tipo de carga que se vai transportar.
- Escolha do equipamento dos veículos (ar condicionado, rádio, entre outros).
- Verificar se é possível adquirir vários tipos de veículos do mesmo fabricante (é mais económico)
- Solicitar uma reunião com o gestor do fabricante, o gestor(a) terá mais conhecimento sobre certas promoções ou programas do que um simples vendedor da marca.
- Ter uma noção de quantas milhas se vai fazer por ano, certos programas de aluguer permitem ao veículo realizar entre 12.000 e 15000 milhas por ano, após exceder, paga-se uma taxa por cada milha acumulada.
- Comparar preços de aluguer e de compra (Term, [2009]).

Existem empresas específicas que tratam do ensinamento de uma boa gestão da frota de veículos, onde os programas que incluem focam-se principalmente:
- Transporte - Sistemas de transporte, gerenciamento de transportes.
- Manutenção da frota - Objetivos, importância, sistemas, manutenção corretiva e manutenção preventiva.
- Planejamento das frotas - Avaliação da condição técnica do veículo, dimensionamento da frota, abastecimento do veículo.
- Gestão dos pneus/importância do pneu para redução dos custos - Estrutura dos pneus, ferramentas para gestão dos pneus, desgaste dos pneus, análise de pneus (TTE, [2009a]).

Outro exemplo de programa é:

Animação de sistema de transporte.

- Plano de contas - Como apropriar as despesas com as atividades de transporte.
- Tesouraria - Manutenção em terceiros, peças e componentes comprados pela empresa.
- Despesas calculadas - Licenciamentos, seguros, motoristas e ajudantes, leasing.
- Taxa Homem-Hora - Como calcular a taxa homem-hora.
- Tráfego - Como são usados os dados da frota no cálculo do custo operacional.
- Renovação da frota - estabelecer critérios, observando a vida útil económica e o ponto económico de substituição.
- Manutenção da frota  -  Reforma dos equipamentos de transporte da frota, manutenção preventiva, corrigir os defeitos aleatórios (TTE, [2009b]).

### Software para Controle de Frota
Um bom software de gestão e controle de frotas ajuda a coletar dados, para posteriormente analisá-los e eliminar as ineficiências de uma frota. Hoje em dia existem variados softwares para controle de frota de veículos que permitem às empresas realizarem uma série de tarefas específicas na gestão das frotas. Essas tarefas abrangem todas as operações por exemplo:
- Controle de jornada de motoristas[1]
- Monitoramento de frota por rastreamento GPS[2]
- Roteirizador[3]
- Telemetria veicular[4]
- Monitoramento em tempo real[5]
- Controle de Abastecimento, localizando aonde, quando e quanto os seus motoristas estão abastecendo e tendo de gasto mensalmente[6]
- Controle de Pneus, Gerenciando a posição e a vida útil de cada pneu e seus custos por km rodado
- Gestão de Manutenção, informando quando quais peças devem passar por manutenção ou serem trocadas, através de alertas ao setores envolvidos
- Gestão de Despacho, Acompanhando os documentos ou multas referentes ao veículo
- Controle de Estoque
- Análise de Rentabilidade[7]

| Informações sobre a carta de condução do condutor |
| Bomba do combustível                              |
| Centros de inspecções de veículos                 |
| Direcção geral de cobrança de impostos            |
| Direcção geral dos impostos                       |
| Fornecedor de horizonte electrónico               |
| Dados sobre o seguro do veículo                   |

## Problemas
Na gestão da frota de veículos também surgem certos problemas, como por exemplo: custos de transporte elevado, concorrência de outras empresas, roubos, entre outros.
Os custos relativos às frotas de veículos são: pagamentos aos condutores, seguros dos veículos, taxas de circulação, preços dos combustíveis, manutenção, pagamento de portagens, depreciação dos veículos, entre outros custos (Clemente, [2008d]).
Outro problema associado à gestão da frota de veículos é que os condutores não tratam os veículos das empresas da mesma maneira que tratariam os seus, levando isto a um aumento do desgaste natural do veículo. Por vezes os veículos são utilizados quase 24 horas seguidas, com cargas excessivas e acumulam centenas de milhares de quilómetros (Clemente, [2008e]).
As empresas tentam reduzir estes custos minimizando o número de veículos utilizados, reduzindo a distância total percorrida e reduzindo os custos administrativos (Clemente, [2008d]).
Existem certos problemas relacionados com o transporte marítimo como por exemplo: a pouca flexibilidade da carga, a baixa velocidade de transporte, estragos ou perdas de cargas (Carvalho, 2002, p. 194).

## Curiosidades Tecnológicas
"Alta tecnologia faz um banco mais confortável" - A multimilionária marca Volvo cria o topo de gama dos bancos. Chama-se De Luxe e tem cerca de 750 componentes integrados, a novidade é que este banco possuí:
- Almofadas moldadas numa só peça - Dentro do molde foram colocados painéis de reforço em espuma, possui almofadas de formas variadas mais espessas e macias para um maior conforto.
- Ventilação adaptada - O banco possuí duas ventoinhas, uma no assento e outra nas costas, para o condutor nunca transpirar durante a condução. O banco possuí orifícios do tamanho duma moeda de 1 euro.
- Ajuste da potência - Cabe ao condutor ajustar a potência e as várias opções de conforto do banco numa caixa de botões situada do lado esquerdo do banco do lado da porta.
- Memória inesquecível - O banco possuí um processador que memoriza as definições que o condutor tinha antes das novas. Podem-se guardar até 3 regulações diferentes premindo-se o botão de memória durante alguns segundos. É uma funcionalidade prática se o veículo for utilizado por mais do que um motorista.

A Volvo está também a apostar na segurança rodoviária, lidera um importante projeto de segurança da UE. Criou o "camião com segurança integrada". Este possui:
| Detetor de faixas de rodagem            |
| Sistema de câmaras de apoio ao condutor |
| Integração de dispositivos              |
| Painel de instrumentos ajustável        |
| Ecrã no para-brisas                     |
| Fornecedor de horizonte eletrónico      |
| Radar de curto alcance                  |
| Radar de longo alcance                  |

Sendo:
- Detetor de faixas de rodagem - Se o condutor estiver a olhar para a estrada e se desviar da sua faixa de rodagem o volante emitirá uma vibração, se ele não estiver a olhar para a estrada o camião emitirá um tom sonoro de aviso que está prestes a sair da sua faixa de rodagem.
- Sistema de câmaras de apoio ao condutor - O camião possuí duas câmaras que avaliam os movimentos da cabeça e dos olhos do condutor, até mesmo o grau de abertura destes (cansaço).
- Integração de dispositivos - O camião vem equipado com um sistema de bluetooth. Com um comando é possível realizar chamadas, isto para os condutores não se distraírem à procura do telemóvel.
- Painel de instrumentos ajustável - O painel casual de instrumentos foi substituído por um painel eletrónico, onde é possível visualizar os vários tipos de informação (ajustável a cada condutor).
- Ecrã no para-brisas - Existe um ecrã virtual projetado mesmo por cima do painel de instrumentos, que faz com que o condutor não disperse o olhar da estrada.
- Fornecedor de horizonte eletrónico - Trata-se de um mapa eletrónico que pode ser utilizado para avisar o condutor de uma curva apertada ou de uma passagem para peões.
- Radar de curto alcance - Podemos dizer que "vê" a uma curta distância, isto é, se existir algum obstáculo à frente do camião, este não arranca.
- Radar de longo alcance - "Vê" a uma distância maior relativamente ao radar de curto alcance, até cerca de 150 metros. Serve para avisar o condutor caso exista um obstáculo no meio da via, evitando desta maneira colisões.

Outro sistema que vem revolucionar o mercado das frotas tem como nome Dynafleet. Uma das funções mais importantes deste sistema é o relatório de consumo de combustíveis e os dados do motorista.
Com este sistema é possível receber a qualquer altura do dia no e-mail, no escritório os relatórios que fornecem informação sobre o consumo de combustível, o tempo que este circulou em ponto morto, entre outras informações importantes.
Per-Anders Grösfjeld gestor da Dynafleet afirma que a ideia é poder levar estes valores para a próxima sessão de formação de motoristas. “Em conjunto com a formação dos motoristas, podemos ligar estes valores, por exemplo, a qualquer tipo de concurso entre motoristas, de forma a conseguirmos reduzir ainda mais o consumo de combustível.
"A Torrestir, empresa sediada em Braga, adquiriu mais de 90 camiões equipados com o sistema Dynafleet. O responsável Romeu Torres, refere: "Utilizamo-lo sobretudo para conferir os mapas de viagem dos motoristas, bem como para tirar algumas dúvidas relativamente ao consumo do combustível". Reforça: "Estamos satisfeitos!". A empresa espera no futuro adquirir mais unidades equipadas com Dynafleet para o transporte nacional e internacional.
O grupo foi recentemente premiado com o galardão máximo, The Bizz Awards 2007, entregue pela World Conferation (Volvo, [2007]).
Em Portugal, a empresa líder em produção, desenvolvimento e comercialização de sistemas de localização GPS para gestão de frotas, é a Inosat. Esta empresa desenvolveu um produto chamado Inofrota, um serviço inovador de Gestão de Frotas via Internet, concebido para empresas com necessidades específicas na área da administração operacional e técnica de frotas e para gestores que exijam trabalhar com informação credível e formatada.
Trata-se de um sistema baseado em tecnologia GPS e GSM, capaz de gerir, em tempo real, informação relevante que permite o exato planeamento das atividades da empresa, tendo em vista a rentabilização e otimização de recursos. O modo de transmissão de dados entre os veículos e a central onde se encontra instalada a aplicação é efetuado por GPRS, facultando assim uma atualização de dados informativos, constante e imediata. A aplicação é acedida via Internet, permitindo assim total mobilidade por parte dos seus utilizadores.
O produto é destinado a todos os utilizadores de frotas em que a complexidade das operações é considerável, e em que os métodos convencionais de gestão de frotas podem ser complementados por esta ferramenta informática. Deste modo, as empresas têm acesso a preciosos indicadores de gestão que irão permitir uma redução efetiva dos custos operacionais.
O sistema Inofrota garante o aumento da produtividade, uma vez que permite ao gestor de frotas medir os tempos de paragem indevidos da frota, e posteriormente tomar as medidas necessárias para a sua redução. Possibilita a otimização das rotas, através de um sistema de navegação que apresenta a rota mais eficaz e rápida, o que resulta numa maior rentabilização do tempo e redução dos custos. Garante o aumento da segurança, através da constante localização e monitorização da velocidade do veículo, evitando deste modo sinistros e possíveis roubos. Este sistema possibilita ainda o aumento da qualidade do serviço e da satisfação dos clientes. Através da localização GPS, o gestor de frota pode informar com exatidão o cliente sobre a chegada do mesmo, ou indicar a viatura mais próxima de um serviço inesperado, aumentando a capacidade e rapidez de resposta ao cliente.

## Algumas empresas

### Transporte Aéreo
Relativamente ao transporte aéreo, a líder em Portugal é a TAP. Em 2007, a TAP Portugal transportou cerca de 8 milhões de passageiros e cerca de 74 000 toneladas de carga e correio, voando para 58 destinos na Europa, África, América do Norte, Central e Sul (TAP, 2009a).

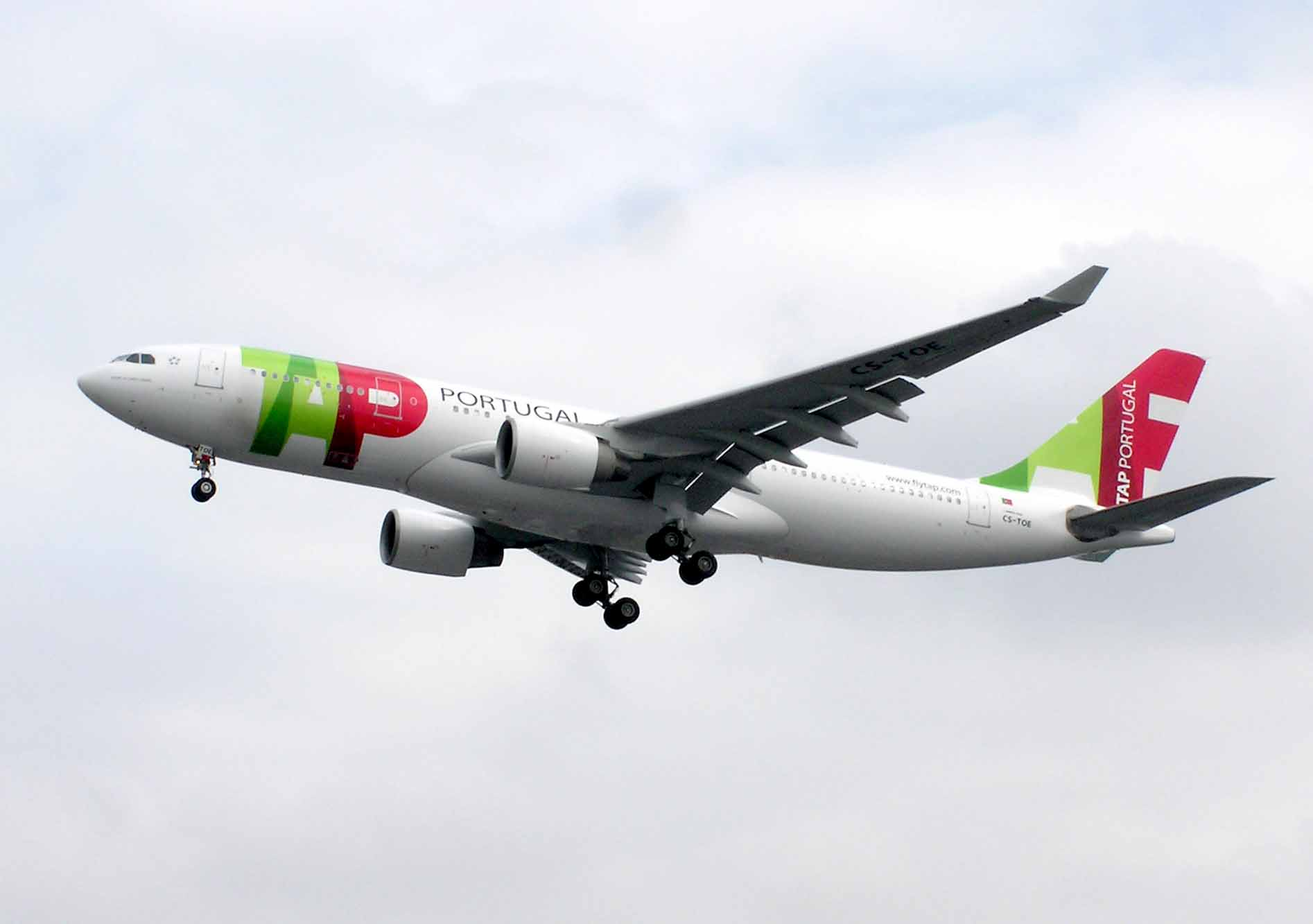
TAP Airbus A320-200.

Foi considerada a décima companhia aérea mais segura do mundo pela edição japonesa da Newsweek (TAP, [2009b]).
Frota da TAP:
| Modelo de avião  | A310 | A319 | A320 | A321 | A330 | A340 |
| Número de aviões | 6    | 17   | 15   | 3    | 3    | 4    |

(Rodrigues, [2008?])
A TAP adquiriu o sistema COMPASS (Crew and Operational Management, Planning and Aircraft Scheduling System), trata-se de um software que vai permitir o planeamento operacional da frota, tripulações e horários.
Com este sistema, a Companhia vai poder melhorar a sua produtividade, um exemplo das funcionalidades deste sistema é: se um indivíduo da tripulação não se apresentar ao serviço, este sistema encontra um que esteja disponível em pouco tempo. Outro exemplo prático: se um avião não poder realizar o serviço, o COMPASS tem como objetivo encontrar um avião que substitua o outro de maneira a minimizar os custos e os inconvenientes causados aos passageiros.
Manuel Machado (consultor de negócio da TAP) afirma: "É importante para o negócio e para os clientes os benefícios reais que este novo sistema nos proporciona. Com o COMPASS nós esperamos reduzir os atrasos nos voos, assim como gerir a nossa tripulação de voo de uma forma mais eficaz. Ao procurarmos uma Empresa que tivesse a flexibilidade de entregar uma solução que respondesse aos nossos requisitos específicos, a Fujitsu com a experiência provada nas linhas aéreas sul africanas, convenceu-nos que poderia fazer o trabalho" (Compass, [2009]).
A seguinte tabela demonstra a frota da TAP:

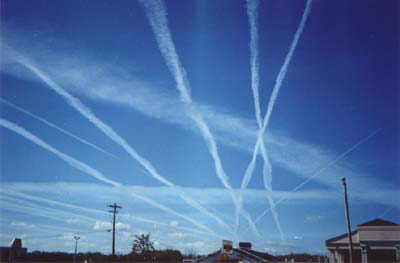
Vapor de água.

Como todas as actividades que envolvem combustão, a circulação de aviões causa efeito de estufa quando o dióxido de carbono, o metano e o óxido nitroso entram na atmosfera. Existem impactos ambientais específicos para a aviação.
Quando há circulação de aviões em elevadas altitudes perto da estratosfera, são emitidos aerossóis e é deixado um rasto no céu podendo causar chuvas ácidas.

### Transporte Ferroviário
Relativamente ao transporte ferroviário, a Fertagus é uma empresa do Grupo Barraqueiro.

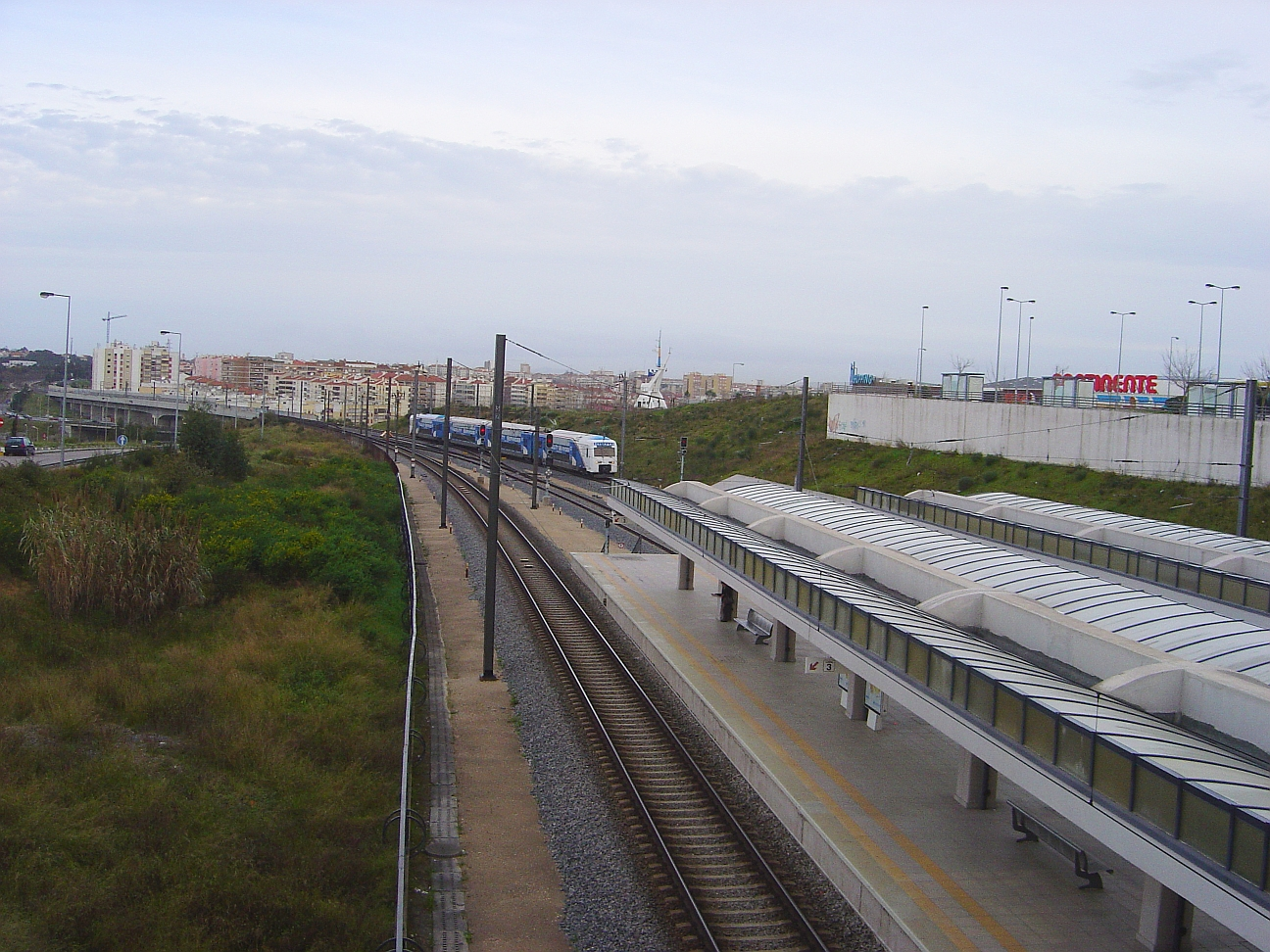
Comboio Fertagus na Estação do Fogueteiro.

Realiza diariamente o transporte de cerca de 80 mil passageiros. Uma das causas mais fortes pelo que os utentes da ponte trocaram o automóvel pelo comboio foi porque passaram a ter menos stress, o tempo de ligação entre as duas estações da margem (Pragal/Campolide) é de 9 minutos, até na hora de ponta (Fertagus, [2009]).
Em Portugal, a empresa pública responsável pelo transporte ferroviário de passageiros e mercadorias, é a CP (Comboios de Portugal).
A CP transporta cerca de 178 milhões de passageiros e 9,3 milhões de toneladas de mercadorias por ano. Existem diferentes sub-empresas que representam unidades de negócio diferentes.
| CP Regional             |
| CP Suburbanos do Porto  |
| CP Suburbanos de Lisboa |
| CP Longo Curso          |
| CP Frota                |
| CP Serviços             |
| CP Carga                |

A CP Carga é uma unidade da CP (Comboios de Portugal) é responsável pelo transporte de mercadorias em Portugal e na Europa.
Tem como visão ser reconhecido pelo mercado como de alta qualidade e tem como missão satisfazer as necessidades dos seus clientes a nível de qualidade e segurança.
A CP Carga baseia-se nalguns valores, dos quais:
- Segurança - baixa sinistralidade e aumento da segurança pessoal
- Qualidade - pontualidade, frequência e higiene
- Ambiente - meio de transporte pouco poluente
- Serviço - atividade orientada e direcionada para o Cliente
- Profissionalismo - espírito de equipa e rigor
- Ética - verdade, honestidade e transparência
- Iniciativa - inovação e dinamismo (CP, [2009]).

A CP Carga possuí um serviço porta a porta juntamente com outros meios de transporte através de parcerias estratégicas juntamente com empresas de logística e rodoviárias (CP, [2009]).

### Transporte Terrestre
Relativamente ao transporte terrestre, o Grupo Luís Simões lidera em Portugal, devido a plataformas em toda a Península Ibérica é disponibilizado um serviço diário de distribuição com altos níveis de serviços e prazos muito reduzidos.
Existem algumas vantagens na utilização dos serviços do Grupo Luís Simões:
- Rápida cobertura de todo o território ibérico.
- Elimina a necessidade de criar stocks descentralizados.
- Flexibilidade nas urgências através da gestão de um stock avançado.
- Comunicação embarcada nas viaturas.
- Equipa técnica altamente especializada e com grande experiência (LS, [2009a]).

Os transportes Luís Simões têm uma estratégia que passa pelas seguintes premissas:
- Introdução de inovação tecnológica e técnicas de gestão para lidar com as várias cadeias de abastecimento.
- Valorizar cada vez mais os serviços logísticos (transporte, armazenagem e gestão).
- Alargar geograficamente a prestação de serviços, criando redes de centros de operações logísticas e de transporte que optimizem a relação com o cliente.
- Investimento em tecnologias de informação e telecomunicações para obter um traçado completo de todos os produtos desde o local onde são produzidos até ao local onde são consumidos (LS, [2009b]).

### Transporte Marítimo
Os transportes marítimos movimentam cerca de 90% do comércio da Europa e aproximadamente 40% do comércio interno da União Europeia.
O comércio marítimo cresceu quatro vezes nos últimos 40 anos, e espera-se que triplique até 2020. O que leva a este aumento é este tipo de transporte ser económico e ambiental, visto consumir um décimo do combustível por tonelada-milha consumido pelo transporte terrestre.
Maior número de navios e de maiores dimensões estão a congestionar o trânsito marítimo, as soluções dependem de certos regulamentos e de políticas relacionadas com o ambiente, dependem também do planeamento e investimento e até de novos desenvolvimentos na área da logística e navegação (TM, [2009a]).

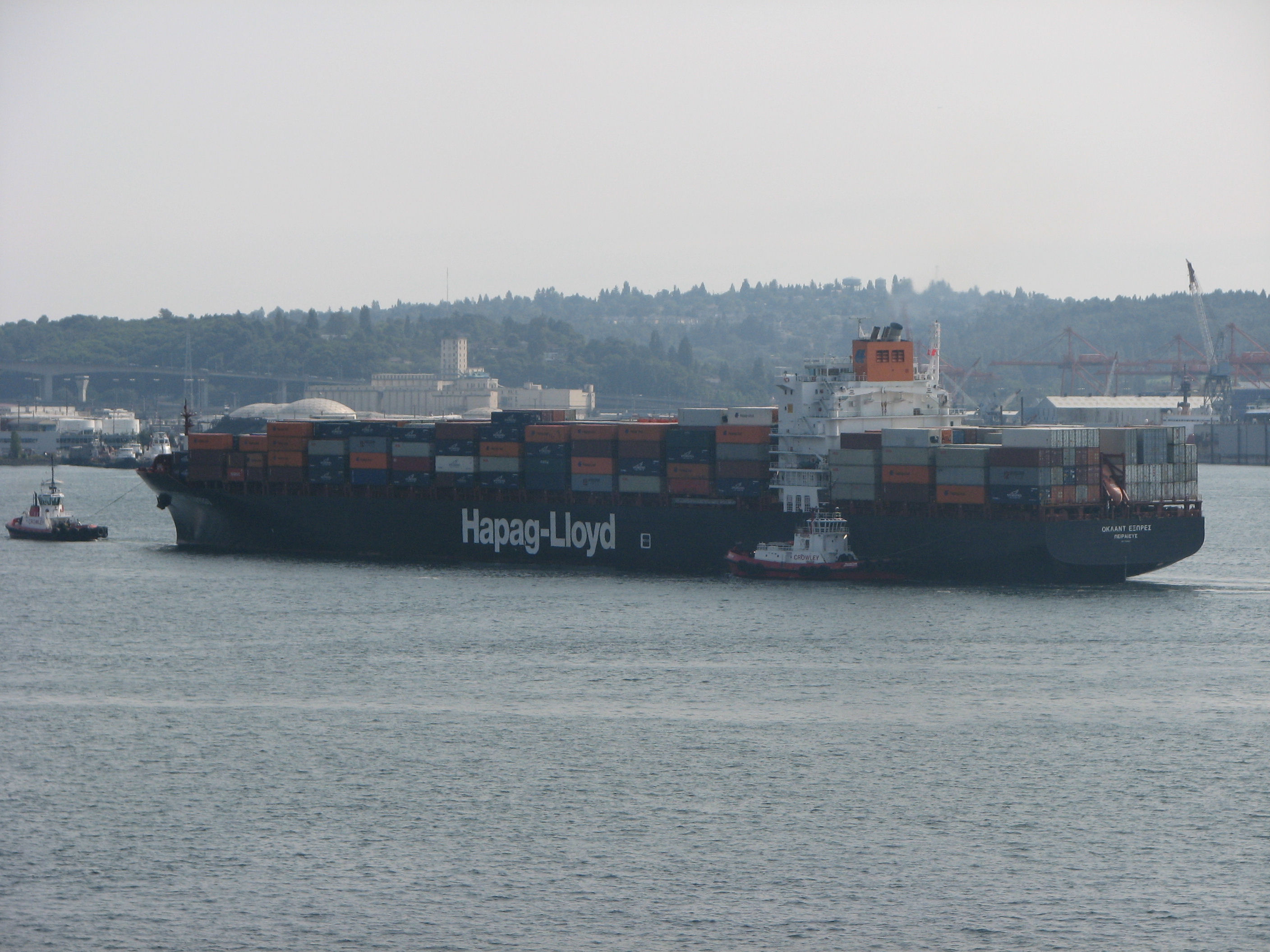
Um navio cargueiro em Elliot Bay, Seattle, Washington.

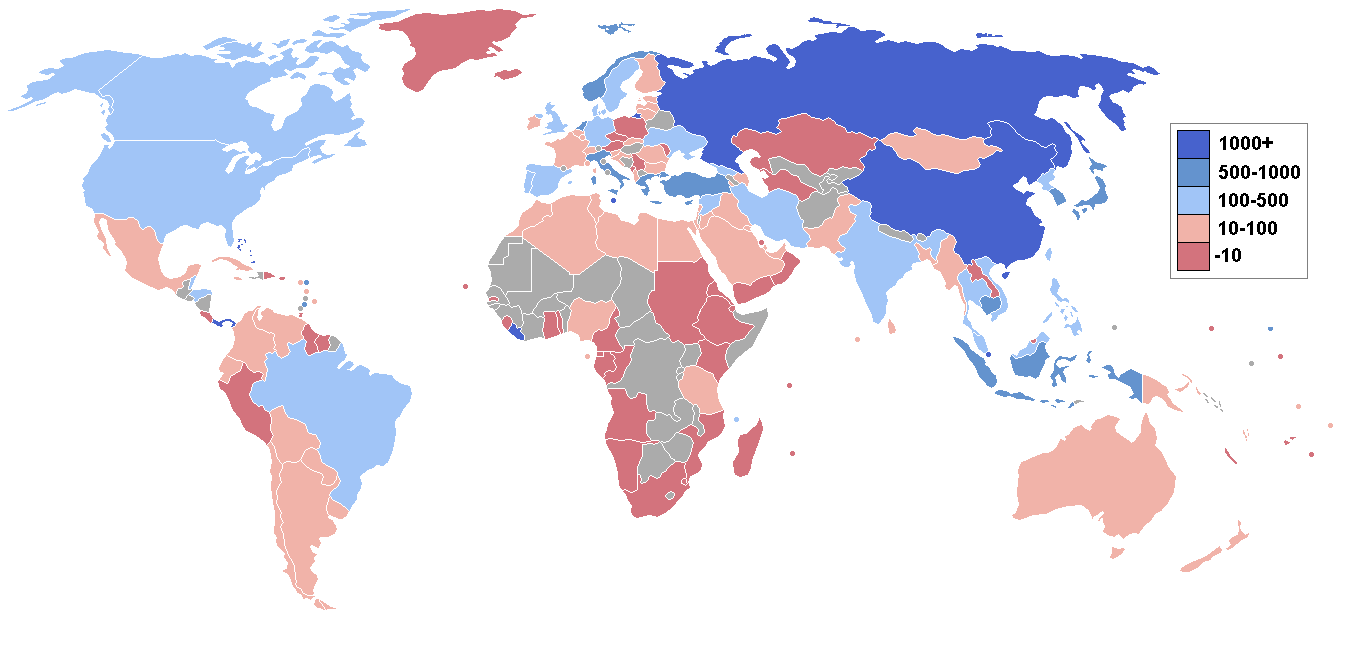
2005 Registo do mercado marítimo.

Os Navios porta-contentores são navios que transportam a sua carga em contentores. São normalmente movidos por grandes motores a diesel e uma tripulação que pode variar de 10 a 30 pessoas.
A maioria da carga do mundo é transportada através destes navios.
O apoio direcionado para a investigação do transporte marítimo pode provocar inovações tecnológicas que mantêm o custo de renovação de rotas reduzido através de normas de segurança e ambiente mais apertado, levam ao desenvolvimento da União Europeia de embarcações de lazer especializadas (TM, [2009b]).
Estas são duas das companhias marítimas portuguesas:
- Portline
- Porto Santo Line